# Carmenta welchelorum
Carmenta welchelorum is een vlinder uit de familie wespvlinders (Sesiidae), onderfamilie Sesiinae.
Carmenta welchelorum is voor het eerst wetenschappelijk beschreven door Duckworth & Eichlin in 1977. De soort komt voor in het Nearctisch gebied.